# The 1975 (canción de 2019)
«The 1975» es la canción inicial del próximo álbum de The 1975, Notes on a Conditional Form. Dirty Hit la lanzó al mercado el 24 de julio de 2019. Es un discurso de la activista Greta Thunberg llamando a la desobediencia civil en respuesta al cambio climático. Es la primera de las canciones de apertura homónimas de la banda en desviarse de las letras utilizadas en su álbum debut. Las ganancias de la canción irán al movimiento de base Extinction Rebellion. La canción ha sido recibido de manera positiva por parte de la crítica especializada.

## Antecedentes

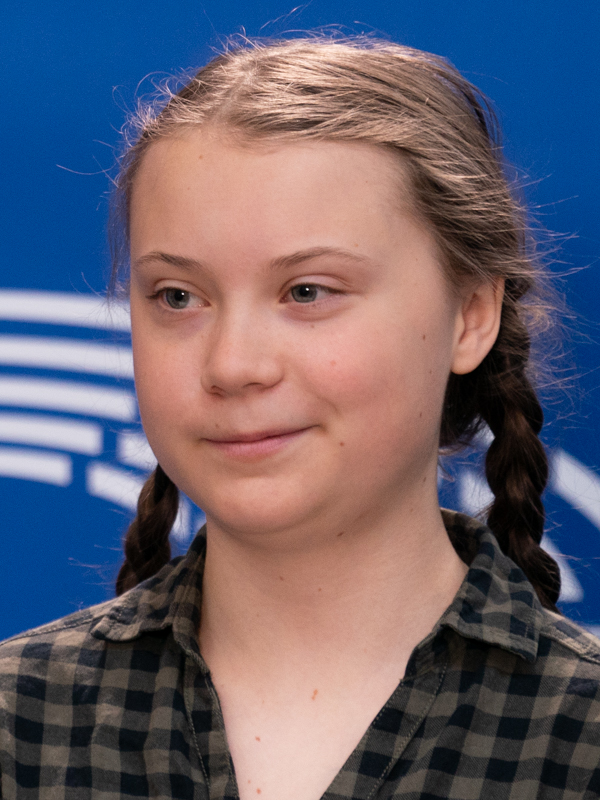
Greta Thunberg aparece en la pista

En 2017, The 1975 anunció que su tercer álbum de estudio se titularía Music for Cars. El 31 de mayo de 2018, la banda anunció que Music for Cars ahora sería una «era» de dos álbumes, el primero es A Brief Inquiry into Online Relationships, que se lanzó en noviembre del mismo año. El segundo álbum de la era, Notes on a Conditional Form, se lanzará el 21 de febrero de 2020. «The 1975» es la primera canción de Notes on a Conditional Form, lanzada el 24 de julio de 2019. Como lo han hecho en el pasado, la banda desactivó sus cuentas de redes sociales poco antes del lanzamiento de la canción. Inicialmente estaba destinada a ser lanzada junto con el álbum, pero después de su grabación se decidió que la canción debería lanzarse antes.

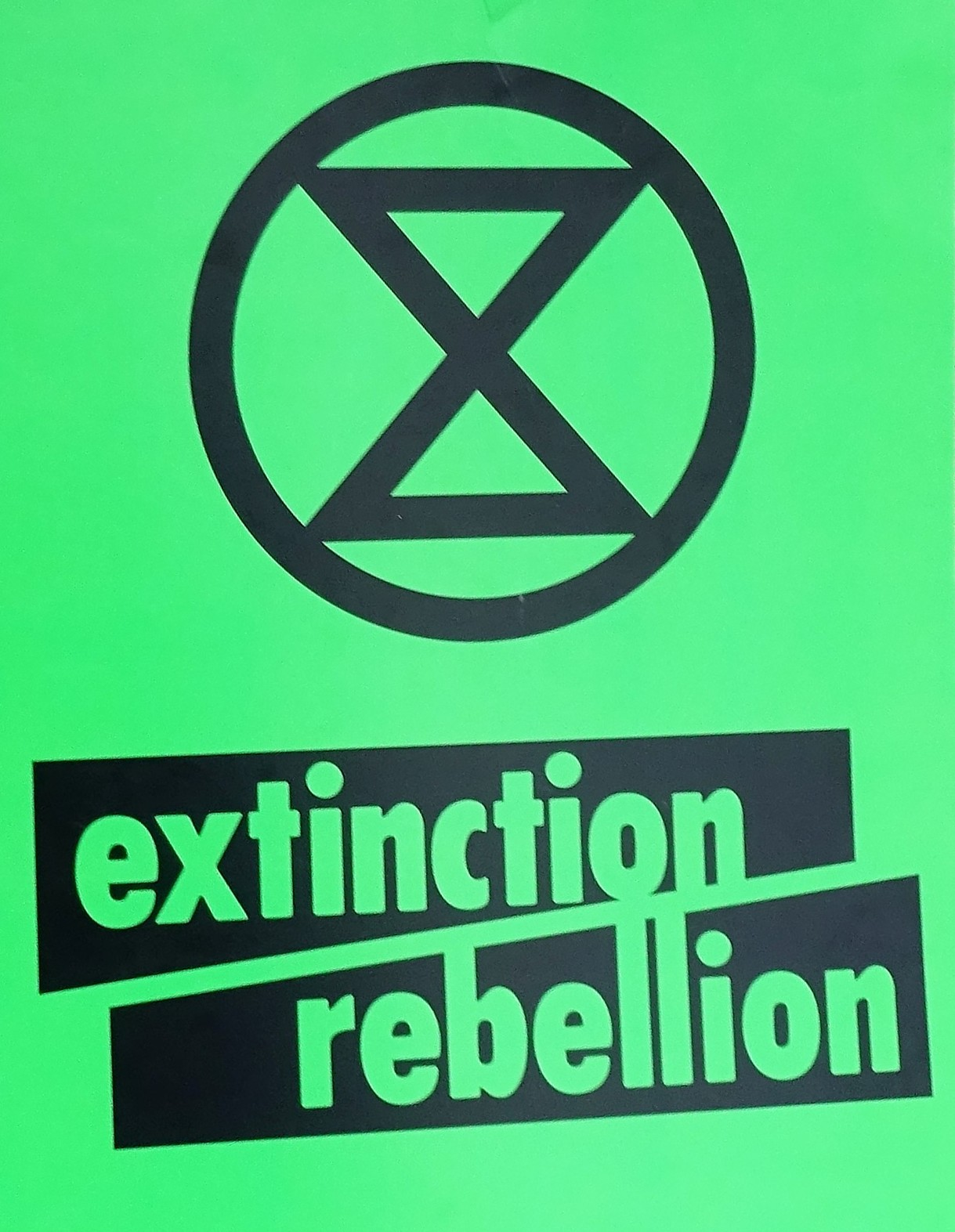
Cartel utilizado por Extinction Rebellion, que recibirá los ingresos de «The 1975».

La canción presenta a la activista sueca del cambio climático Greta Thunberg. En agosto de 2018, Thunberg comenzó a faltar a la escuela los viernes para protestar fuera del Riksdag sueco con un cartel que decía «Skolstrejk för klimatet» —«Huelga escolar por el clima»—. Esto provocó una huelga escolar mundial por el movimiento climático en noviembre de 2018. Grabó la canción «The 1975» en Estocolmo, Suecia a finales de junio de 2019. Con 16 años en ese momento, Thunberg fue el primer artista invitado en una grabación de The 1975 aparte de los miembros de la banda. Thunberg dijo sobre la canción —su primer trabajo musical— que estaba «agradecida de tener la oportunidad de transmitir [su] mensaje a una audiencia nueva y amplia de una manera nueva». Healy dijo que conocer a Thunberg fue «una gran inspiración».
La discográfica Dirty Hit, —que fundó el mánager de la banda Jamie Oborne— produjo la canción. Healy y Oborne afirmaron que «artistas más grandes» que ellos rechazaron la oportunidad de trabajar con Thunberg. Oborne primero intentó ponerse en contacto con Thunberg a través de Instagram, pero esto no tuvo éxito. Más tarde se le presentó a su padre Svante Thunberg.
A petición de Thunberg, los ingresos de «The 1975» serán donados al movimiento de base Extinction Rebellion. Oborne comentó que el sello discográfico y el grupo estaban comenzando a hacer cambios para reducir su impacto ambiental. Los voceros de Extinction Rebellion elogiaron la canción y dijeron que «la música tiene el poder de romper barreras».

## Composición
«The 1975» dura 4 minutos, 57 segundos. Es una canción de protesta con una interpretación del discurso de Greta Thunberg, con un respaldo de música ambiental.
Los primeros tres álbumes de la banda compartieron un patrón con una canción inicial llamada «The 1975» con la misma letra, comenzando «Go down / Soft sound». Notes on a Conditional Form rompe este patrón al presentar diferentes letras de su canción de apertura «The 1975». La letra llama a la desobediencia civil y la reducción de las emisiones de gases de efecto invernadero en respuesta al cambio climático, basado en el discurso de enero de 2019 «Nuestra casa está en llamas», que Thunberg pronunció en el Foro Económico Mundial.
«The 1975» marca un cambio de la banda a mensajes más explícitamente políticos. Siguiendo las canciones políticas de A Brief Inquiry into Online Relationships, «Love It If We Made It» —sobre los acontecimientos políticos contemporáneos— y «I Like America & America Likes Me» —sobre el control de armas estadounidense—.

## Recepción
El 27 de julio de 2019, Consequence of Sound nombró a la canción su favorita de la semana. Sean Lang elogió que el vocalista principal Matthew Healy dejara que Thunberg pronunciara el discurso, en lugar de tratar de entregar el mensaje él mismo, y elogió a Thunberg por su mensaje difícil. Lang llamó a la canción un «riesgo sorprendente y refrescante».
Madison Feller de Elle elogió la canción como «bastante impresionante», diciendo que le dio escalofríos. Laura Snapes de The Guardian elogió a The 1975 por usar su plataforma para resaltar la voz de una mujer. Al Horner de The Telegraph llamó a la canción «sorprendente e inspiradora» y «brutalmente, rebeldemente rígida». Jake Kerridge de The Telegraph lo elogió como la spoken word de música pop «más aterradora» desde la canción de 1984 contra la guerra nuclear «Two Tribes», de Frankie Goes to Hollywood. Kerridge elogió a Thunberg, diciendo que ella «ayudó a recuperar la canción de protesta en toda su gloria aterradora». Sin embargo, Ellen Peirson-Hagger, del New Statesman, analizó lo que ella percibió como la falta de participación de la banda en su propia canción, tanto en su composición como en la actuación sobre su mensaje.